# Ring Nord (Ølstykke)
 For alternative betydninger, se Ring Nord. (Se også artikler, som begynder med Ring Nord)
Ring Nord  er en to sporet ringvej der går nord om Ølstykke. Vejen er med til at lede trafikken nord om Gammel Ølstykke så byen ikke bliver belastet af for meget gennemkørende trafik.
Vejen forbinder Frederikssundvej i syd med Sperrestrupvej i nord, og har forbindelse til Kærgårdsvej, Ny Toftegårdsvej og Hampelandvej.